# 海南山胡椒
海南山胡椒（学名：Lindera robusta）为樟科山胡椒属下的一个种。